# Copa del Món de Pitch-and-putt
La Copa del món de Pitch and Putt és la competició de seleccions nacionals organitzada per la Federació Internacional de Pitch and Putt (FIPPA) que es disputa cada dos anys en l'àmbit mundial.

## Història
|             | Lloc         | Any  | Campió    | Segona posició | Tercera posició |
| ----------- | ------------ | ---- | --------- | -------------- | --------------- |
| I Detalls   | Chia         | 2004 | Catalunya | Països Baixos  | França          |
| II Detalls  | Teià         | 2006 | Catalunya | Andorra        | Irlanda         |
| III Detalls | Papendal     | 2008 | Irlanda   | Països Baixos  | Catalunya       |
| IV Detalls  | Royal Mealth | 2012 | Irlanda   | Austràlia      | Països Baixos   |
| V           | Xixerella    | 2016 | Irlanda   | Catalunya      | Galícia         |

## Palmarés
| Selecció             | I Chia (Itàlia) 2004 | II Teià (Catalunya) 2006 | III Papendal (Països Baixos) 2008 | IV Royal Mealth (Irlanda) 2012 | V Xixerella (Andorra) 2016 | Participacions | Or | Argent | Bronze | Medalles | Finals | 1r-4t | 5é-8é | 9é-12é | 13é-14é |
| -------------------- | -------------------- | ------------------------ | --------------------------------- | ------------------------------ | -------------------------- | -------------- | -- | ------ | ------ | -------- | ------ | ----- | ----- | ------ | ------- |
| Irlanda              |                      | Bronze                   | Or                                | Or                             | Or                         | 4              | 3  |        | 1      | 4        | 3      | 4     |       |        |         |
| Catalunya            | Or                   | Or                       | Bronze                            | 5a                             | Argent                     | 5              | 2  | 1      | 1      | 4        | 3      | 4     | 1     |        |         |
| Galícia              |                      |                          |                                   | 7a                             | Bronze                     | 2              |    |        | 1      | 1        |        | 1     | 1     |        |         |
| Regne Unit           | 5a                   | 7a                       | 4a                                | 8a                             | 4a                         | 5              |    |        |        |          |        | 2     | 3     |        |         |
| Noruega              | 4a                   | 5a                       | 11a                               | 4a                             | 5a                         | 5              |    |        |        |          |        | 2     | 2     | 1      |         |
| Andorra              |                      | Argent                   | 7a                                | 9a                             | 6a                         | 4              |    | 1      |        | 1        | 1      | 1     | 2     | 1      |         |
| França               | Bronze               | 6a                       | 6a                                |                                | 7a                         | 4              |    |        | 1      | 1        |        | 1     | 3     |        |         |
| País Basc            |                      |                          |                                   |                                | 8a                         | 1              |    |        |        |          |        |       | 1     |        |         |
| Suïssa               | 7a                   | 9a                       | 10a                               | 6a                             | 9a                         | 5              |    |        |        |          |        |       | 2     | 3      |         |
| Xile                 |                      | 8a                       | 5a                                | 11a                            | 10a                        | 4              |    |        |        |          |        |       | 2     | 2      |         |
| Austràlia            |                      |                          | 8a                                | Argent                         |                            | 2              |    | 1      |        | 1        | 1      | 1     | 1     |        |         |
| Països Baixos        | Argent               | 4a                       | Argent                            | Bronze                         |                            | 4              |    | 2      | 1      | 3        | 2      | 4     |       |        |         |
| Alemanya             |                      |                          | 13a                               | 10a                            |                            | 2              |    |        |        |          |        |       |       | 1      | 1       |
| San Marino           | 9a                   | 11a                      | 9a                                |                                |                            | 3              |    |        |        |          |        |       |       | 3      |         |
| Itàlia               | 6a                   | 10a                      | 12a                               |                                |                            | 3              |    |        |        |          |        |       | 1     | 2      |         |
| Bèlgica              |                      |                          | 14a                               |                                |                            | 1              |    |        |        |          |        |       |       |        | 1       |
| Dinamarca            |                      | 12a                      |                                   |                                |                            | 1              |    |        |        |          |        |       |       | 1      |         |
| Austràlia Meridional |                      | 13a                      |                                   |                                |                            | 1              |    |        |        |          |        |       |       |        | 1       |
| TOTAL                | 9                    | 13                       | 14                                | 11                             | 10                         | 5              | 5  | 5      | 5      | 15       | 10     | 20    | 20    | 14     | 3       |